# April Rain (álbum)
April Rain es el segundo álbum de estudio de la banda de metal sinfónico neerlandesa, Delain. Salió a la venta el 20 de marzo por la firma de Roadrunner Records, hasta ahora han salido tres singles: April Rain, I'll Reach You y Stay Forever.

## Álbum
Finalizando los conciertos del disco Lucidity, el grupo anunció que estaban trabajando en su próximo álbum, el cual se lanzaría a finales de ese mismo año. Este álbum tiene semejanzas con su disco anterior Lucidity, pero en este se puede escuchar más sonidos ambientales, tanto como progresivos.

## Lista de canciones
| N.º | Título                                        | Letras                | Música                               | Duración |  |
| 1.  | «April Rain»                                  | C. Wessels            | M. Westerholt                        | 4:36     |  |
| 2.  | «Stay Forever»                                | R. Landa, C. Wessels  | M. Westerholt, R. Landa              | 4:26     |  |
| 3.  | «Invidia»                                     | C. Wessels            | M. Westerholt                        | 3:47     |  |
| 4.  | «Control the Storm» (featuring Marco Hietala) | C. Wessels            | G. Eikens                            | 4:12     |  |
| 5.  | «On the Other Side»                           | C. Wessels            | G. Eikens                            | 4:09     |  |
| 6.  | «Virtue and Vice»                             | R. Landa, C. Wessels  | M. Westerholt                        | 3:55     |  |
| 7.  | «Go Away»                                     | G. Eikens, C. Wessels | M. Westerholt, G. Eikens             | 3:35     |  |
| 8.  | «Start Swimming»                              | C. Wessels            | R. van der Loo                       | 5:19     |  |
| 9.  | «Lost»                                        | C. Wessels            | M. Westerholt                        | 3:23     |  |
| 10. | «I'll Reach You»                              | C. Wessels            | M. Westerholt, G. Eikens, C. Wessels | 3:29     |  |
| 11. | «Nothing Left» (ft. Marco Hietala)            | C. Wessels            | M. Westerholt                        | 4:39     |  |

| Bonus tracks | |               |               |          |  |
| N.º          | Título | Letras        | Música        | Duración |  |
| 12.          | «Come Closer» (bonus track incluido solo en las versiones de EUA y Japón, Digipak.)                       | C. Wessels    | M. Westerholt | 4:30     |  |
| 13.          | «No Compliance» (versión con solo la voz de Charlotte; bonus track incluido solo en la versión japonesa.) | M. Westerholt | M. Westerholt | 5:09     |  |

| Special MP3 Edition |                                         |                                      |          |  |
| N.º                 | Título                                  | Escritor(es)                         | Duración |  |
| 1.                  | «April Rain»                            |                                      | 4:37     |  |
| 2.                  | «Stay Forever»                          |                                      | 4:27     |  |
| 3.                  | «Invidia»                               |                                      | 3:49     |  |
| 4.                  | «Control the Storm» (ft. Marco Hietala) |                                      | 4:14     |  |
| 5.                  | «On the Other Side»                     |                                      | 4:11     |  |
| 6.                  | «Virtue and Vice»                       |                                      | 3:56     |  |
| 7.                  | «Go Away»                               |                                      | 3:38     |  |
| 8.                  | «Start Swimming»                        |                                      | 5:21     |  |
| 9.                  | «Lost»                                  |                                      | 3:24     |  |
| 10.                 | «I'll Reach You»                        |                                      | 3:30     |  |
| 11.                 | «Nothing Left» (ft. Marco Hietala)      |                                      | 4:42     |  |
| 12.                 | «The Gathering» (live)                  | G. Eikens                            | 11:50    |  |
| 13.                 | «Silhouette of a Dancer» (live)         | M. Westerholt, J. Yrlund, C. Wessels | 5:46     |  |

## Curiosidades
Las canciones Stay Forever y Start Swimming fueron cantadas en algunos conciertos de Delain como para promocionar su nuevo trabajo.
Marco Hietala vuelve a trabajar por segunda vez con esta banda.
La canción Virtue And Vice es la única que incorpora o junta sonidos electrónicos con voces guturales